# Yiğit Onan
Yiğit Onan (Istanbul, 12 luglio 2002) è un cestista turco.

## Biografia
È il figlio del dirigente sportivo ed ex cestista Ömer Onan.

## Carriera

### Nazionale
Nel 2021 ha disputato il Mondiale Under-19, concluso al nono posto finale.